# Mogurnda variegata
Mogurnda variegata е вид лъчеперка от семейство Eleotridae. Видът е критично застрашен от изчезване.

## Разпространение
Разпространен е в Папуа Нова Гвинея.